# Grube Ferdinande

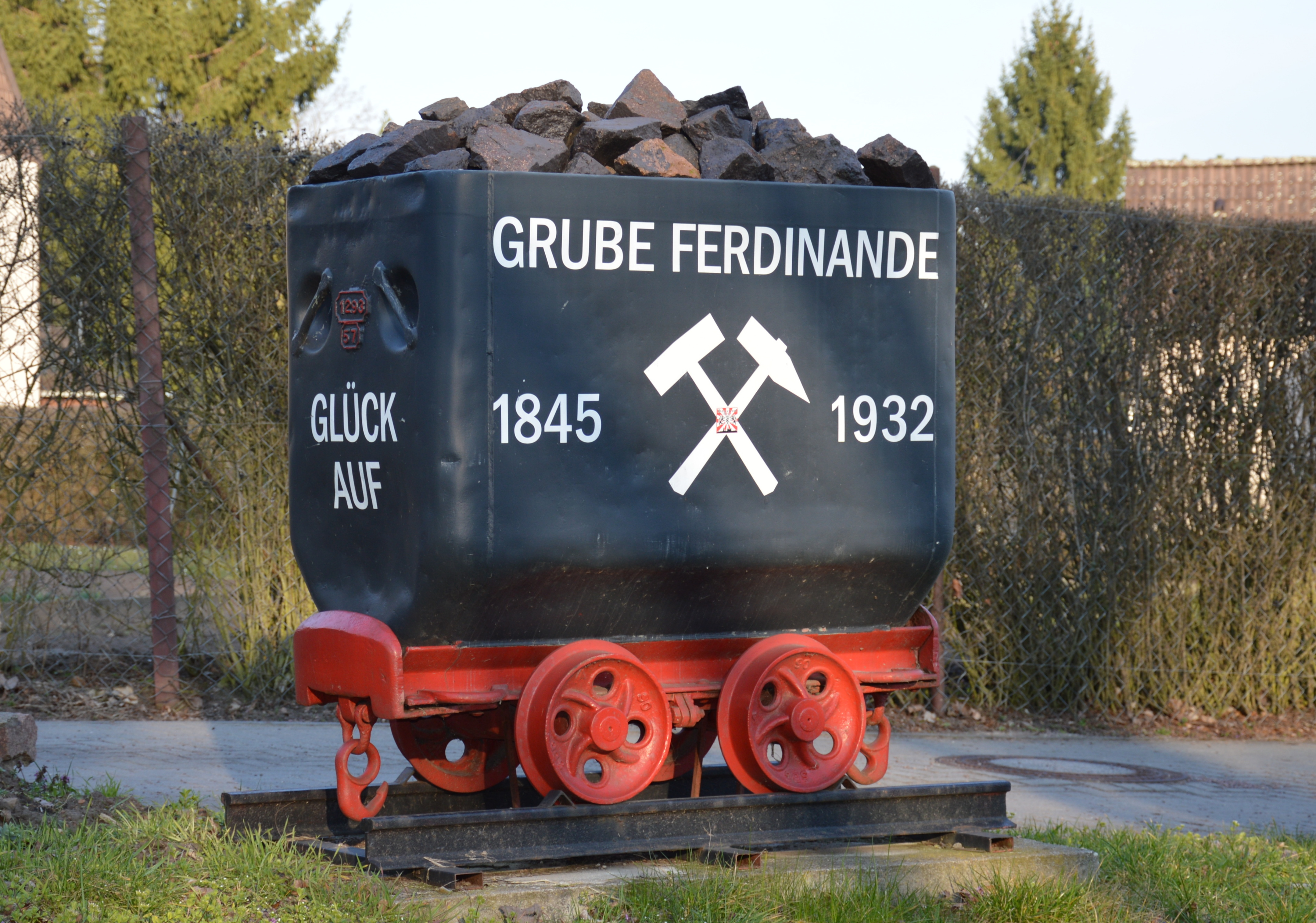
Lore zur Erinnerung an die Grube Ferdinande

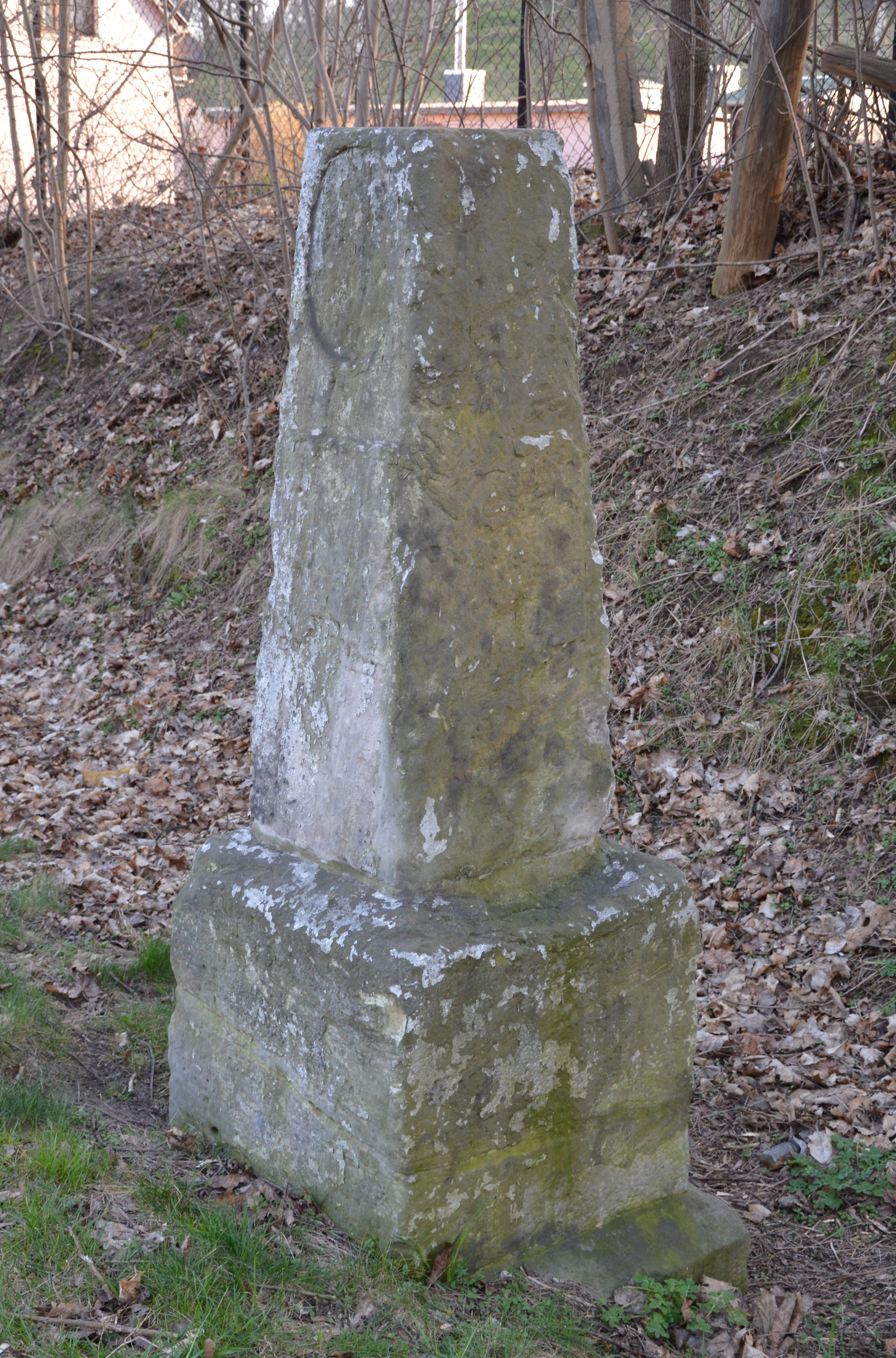
Distanzstein

Grube Ferdinande ist ein Ortsteil der zur Gemeinde Petersberg gehörenden Ortschaft Sennewitz im Saalekreis in Sachsen-Anhalt. 

## Geographie
Grube Ferdinande liegt nördlich von Halle (Saale). Sennewitz liegt weiter östlich. Nördlich der Grube Ferdinande fließt der Morler Bach.

## Geschichte
Der Ort geht auf eine im Untertagebau betriebene Braunkohlegrube zurück. Nach Probebohrungen und der Erteilung entsprechender Genehmigungen wurde der Beschluss zur Anlage des Bergwerks am 29. August 1845 gefasst. Die Grube wurde in der Form einer Genossenschaft betrieben und befand sich am Fuße des Lehmbergs. Nach Norden erstreckte sich der Grubenbereich bis Morl, die westliche Grenze verlief parallel zu der den Ort durchziehenden Magdeburger Chaussee. Nach nur drei Jahren wurde 1848 die Förderung zunächst wegen einer zu schlechten Förderung eingestellt, 1855 dann jedoch wieder aufgenommen.
Am 14. April 1857 wurde die Wiederaufnahme der Förderung durch das Bergamt Eisleben bestätigt, nachdem neue Probebohrungen einen mächtigeren Kohleflöz gefunden hatten. Die Qualität der Kohle war jedoch eher schlecht. Zur Einfahrt in die Grube bestand eine von der Oberfläche schräg hinabführende Bahn. Der Abbau erfolgte in 39 Metern Tiefe. Außer dem Einfahrtsstollen bestand noch ein Stollen, über den das Grubenwasser in den Faulen Graben, der heute als Schachtgraben bekannt ist, geleitet wurde. Im Jahr 1857 wurden etwa 9.000 Tonnen, 1857 bereits 22.000 Tonnen gefördert. In den darauffolgenden Jahren stellte sich als durchschnittliche jährliche Förderung eine Menge von ungefähr 20.000 Tonnen ein. Es wird angenommen, dass die Förderung nur in der warmen Jahreszeit erfolgte.
Entgegen dem damaligen Trend wurde die Grube Ferdinande nicht mit benachbarten Gruben fusioniert, sondern blieb selbständig.
Im Jahr 1905 wurden in der Grube 22 Männer beschäftigt. Neben 15 Bergleuten waren zwei Aufsichtspersonen, ein Maschinist und vier Hilfsarbeiter tätig. Der Ort zählte insgesamt jedoch 580 Bewohner, wovon 107 indirekt oder direkt mit dem Bergbau in Verbindung standen. 
Die Cröllwitzer Actien-Papierfabrik pachtete die Grube ab dem 1. Januar 1922 für einen Zeitraum von 20 Jahren. Die Anteilsscheine der Gewerkschaft hatte sie bereits im Vorfeld erworben. Ziel war die Sicherung einer ständigen Versorgung mit Kohle. Die Grube beschäftigte 30 Personen, die im Zweischichtsystem arbeiteten. Wegen Unwirtschaftlichkeit der Förderung wurde jedoch am 23. Januar 1932 die Schließung der Grube angekündigt. Zu diesem Zeitpunkt waren ein Angestellter und 33 Arbeiter in der Grube Ferdinande beschäftigt.
Der Abriss der Grubengebäude erfolgte Anfang März 1933. Der hohe Schornstein der Anlage wurde am 7. März 1933 abgerissen.

## Sehenswürdigkeiten
An die Geschichte der Grube Ferdinande erinnert eine am nördlichen Ortseingang aufgestellte Förderlore. Im örtlichen Denkmalverzeichnis ist eine ebenfalls dort befindlicher Meilenstein eingetragen, der spätestens im Jahr 1800 an der Chaussee Magdeburg-Leipzig aufgestellt wurde.

## Verkehr
Der öffentliche Personennahverkehr wird durch den PlusBus des Mitteldeutschen Verkehrsverbund erbracht. Folgende Verbindung führt, betrieben von der Omnibusbetrieb Saalekreis, durch Grube Ferdinande:
- Linie 330: Halle ↔ Grube Ferdinande ↔ Wettin ↔ Nauendorf ↔ Löbejün

Durch den kleinen Ort verläuft die L 50 zum etwas weiter nördlich gelegenen Morl.